# Under a Funeral Moon
Az Under a Funeral Moon a norvég black metal együttes Darkthrone harmadik nagylemeze. 1993. június 23-án jelent meg a Peaceville Records kiadó által. Ez volt az utolsó Darkthrone-album, amelyen Zephyrous (Ivar Enger) gitározott, a lemez kiadása után nem sokkal lépett ki az együttesből. Ez az album a második, ami beletartozik a rajongók által kitalált "Unholy Trinity"-be, az előtte és az utána kiadott albumokkal: az A Blaze in the Northern Sky-jal és a Transilvanian Hunger-rel együtt.
Az album borítóján a zenekar énekese, Nocturno Culto szerepel.
Az album 2003-ban a Peaceville Records által újra lett maszterelve és újra ki lett adva egy digipak változatban.

## Háttér
A Darkthrone előző albuma, az A Blaze in the Northern Sky a zenekar első black metal stílusú nagylemeze, néhány death metal elemmel keverve. Később Fenriz azt állította a stílusváltással kapcsolatban, hogy "ha az A Blaze in the Northern Sky egy SZÍNTISZTA black metal lemez lenne, akkor csak három számot tartalmazna". Kijelentette 1991 végén, hogy elkezdték írni az Under the Funeral Moon-t, a céljuk volt egy "színtiszta black metal albumot" létrehozni.
Az album 1992 júniusában lett felvéve a Creative Studios-ban, Kolbotn településen. A "hideg" black metal hangzás érdekében a felvételeket rosszabb minőségben készítették el és adták ki.

## Számlista
| 1.    | Natassja in Eternal Sleep          | 3:33 |
| 2.    | Summer of the Diabolical Holocaust | 5:18 |
| 3.    | The Dance of Eternal Shadows       | 3:43 |
| 4.    | Unholy Black Metal                 | 3:30 |
| 5.    | To Walk the Infernal Fields        | 7:50 |
| 6.    | Under a Funeral Moon               | 5:06 |
| 7.    | Inn i de dype skogers favn         | 5:25 |
| 8.    | Crossing the Triangle of Flames    | 6:12 |
| 40:37 |                                    |      |

## Közreműködők
- Fenriz – dob, dalszöveg
- Nocturno Culto – basszusgitár, ének
- Zephyrous – gitár

## Fordítás
Ez a szócikk részben vagy egészben  az   Under a Funeral Moon című angol Wikipédia-szócikk fordításán alapul.  Az eredeti cikk szerkesztőit annak laptörténete sorolja fel. Ez a jelzés csupán a megfogalmazás eredetét és a szerzői jogokat jelzi, nem szolgál a cikkben szereplő információk forrásmegjelöléseként.